# Japansk pimpernöt
Japansk pimpernöt (Staphylea bumalda) är en art i familjen pimpernötsväxter. Den förekommer i nordöstra Asien och Japan. Arten odlas i Sverige som trädgårdsväxt.
Arten är den enda inom släktet som inte har uppblåsta frukter.
I Kina används fröoljan till att göra tvål och färg, barken ger en användbar fiber .

## Synonymer
- Bumalda trifolia Thunb.
- Staphylea bumalda var. microphylla B.C.Ding & T.B.Chao
- Staphylea bumalda var. pubescens N.Li & Y.H.He